# Księstwo czernihowskie

Księstwa Rusi Kijowskiej po śmierci Jarosława Mądrego w 1054 roku

Księstwo czernihowskie (starorus. Чєрниговскоє кънѧжьство), również Czernihowszczyzna – jedno z największych księstw udzielnych Rusi Kijowskiej XI-XIII wieku, położone na lewym brzegu środkowego biegu Dniepru, w dorzeczu Desny i Sejmu. 

## Historia
Zamieszkane przez plemiona Siewierzan i częściowo Polan, po rozszerzeniu w jego obrębie znaleźli się też Radymicze, Wiatycze i być może od północnego zachodu Dregowicze. Głównymi ośrodkami księstwa był Czernihów i Nowogród Siewierski. Do większych grodów należały Starodub Siewierski, Briańsk, Putywl, Kursk, Lubecz, Głuchów, Czerkiesk, Homel i Wyr. Wpływy księstwa czernihowskiego sięgały daleko na północ, łącznie z księstwem muromsko-riazańskim, a także na południowy wschód do księstwa tmutarakańskiego.
W latach 1024–1036 książę Mścisław I Chrobry oderwał księstwo od Rusi Kijowskiej, podział ten utrzymał się do śmierci Mścisława w 1036 roku. Po śmierci Jarosława Mądrego w 1054 roku dzielnica czernihowska przypadła Światosławowi, który zapoczątkował ród książąt czernihowskich. Synowie Światosława, Dawid Światosławowicz, Oleg Michał i Jarosław Światosławowicz w 1097 roku podzielili księstwo na trzy dzielnice. Księciem czernihowskim zostawał najstarszy w rodzie Światosławiczów, zgodnie z zasadą senioratu. Władcy Czernihowa niejednokrotnie brali udział w walkach o tron kijowski.
Od Dawida i Olega pochodziły dwie linie Światosławiczów: Dawidowicze i Olgowicze. Dzielnica Jarosława księstwo muromsko-riazańskie usamodzielniła się i praktycznie potomkowie młodszego Światosławicza nie mieli wpływu na dalszą historię księstwa czernihowskiego. W 1166 roku linia Dawidowiczów wygasła. Olgowicze natomiast podzielili się na dwie: Wsiewołodowiczów i Światosławiczów.  
W 1239 roku Czernihów został zburzony na skutek najazdu Tatarów. W 1246 roku, po śmierci Michała Wsiewołodowicza księstwo czernihowskie zostało podzielone na kilka dzielnic. Książęta czernihowscy odtąd rezydowali w Briańsku. Proces rozbicia trwał przez XIV wiek. W 1357 roku księstwo briańskie zostało zajęte przez Olgierda litewskiego, jednak przez kilka lat zachowywało jeszcze autonomię w składzie Wielkiego Księstwa Litewskiego. Ostatni książę czernihowski, Roman Michajłowicz, rządził już z ramienia książąt litewskich, został zamordowany w 1401 roku podczas powstania smoleńskiego.
W XIV wieku trwały podboje litewskie i moskiewskie. Poszczególne niezależne księstwa, należące niegdyś do księstwa czernihowskiego (w tym tzw. Księstwa Wierchowskie), były włączane do Wielkiego Księstwa Litewskiego i następnie do Wielkiego Księstwa Moskiewskiego.